# 多領域作戦

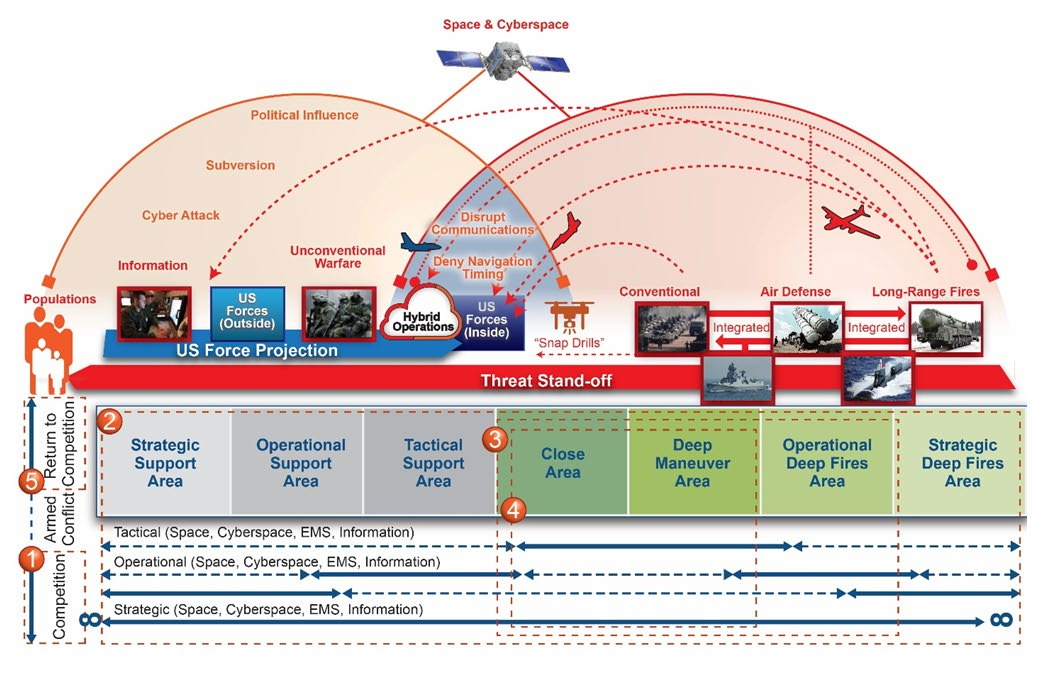
多領域作戦の概念図

多領域作戦（たりょういきさくせん; マルチドメイン作戦、英語: Multi Domain Operations, MDO）は、アメリカ陸軍が中心となって開発した軍事コンセプト。アメリカ合衆国と同等の有力な敵との戦闘を想定し、古典的な陸・海・空の3領域に宇宙・サイバー・電磁波といった新しい領域を加えて戦場空間の支配を図るものであり、2000年代後期より検討・研究を開始したのち、2017年に陸軍の基準教範（FM3-0 "Operations"）に盛り込まれた。
日本でも、2018年12月に閣議決定された防衛計画の大綱（30大綱）で領域横断作戦（Cross Domain Operations, CDO）というコンセプトが盛り込まれており、これは若干のニュアンスの違いはあるものの、MDOとほぼ同義語とされている。

## 構想の成立過程

### A2/AD脅威への対処
アメリカ軍では、1980年代のエアランド・バトル（ALB）ドクトリンを通じて統合作戦を発達させ、1990年代には軍事における革命（RMA）にも着手した。これらは最終的にMDOへの底流となったほか、湾岸戦争やイラク戦争で早くも威力を発揮しており、その後も独占的な軍事的優位が維持されるものと期待されたものの、2001年のアメリカ同時多発テロ事件を契機としてアメリカ軍は対テロ作戦への傾斜を強めていき、アフガニスタン紛争・イラク戦争への関与が長引いた結果、非対称戦争における優位性の確保に甘んじ、大国間競争における優位性の確保は等閑に付されることとなった。
この間、中華人民共和国やロシアといった潜在的な敵対者は、ALBをはじめとする米軍の軍事力、ドクトリン、文化を綿密に研究し、多次元領域において優れた接近阻止・領域拒否（A2/AD）能力を示すようになった。これに対抗して、2009年からはアメリカ海軍・空軍の主導によってエアシー・バトル（ASB）コンセプトの研究が開始されたが、陸軍はアフガニスタンやイラクに集中せざるを得ない状況であり、新たなコンセプトの提示には出遅れた。
しかし2010年代に入ると、アフガニスタンやイラクへの関与の縮小とともに陸軍は予算削減の可能性に直面し、ASBコンセプトにおいて陸軍の役割を確保すべきであると考えるようになった。2012年1月には、ASBコンセプトの上位にあたる統合作戦アクセスコンセプト（JOAC）と同時に、その下位においてASBと並置されるものとして統合侵入作戦コンセプト（JCEO）が発表され、海兵隊による水陸両用作戦とともに陸軍による空中機動作戦の活用も提唱されたものの、これはアクセスはすでに確保されていることを前提としたものであって、この時点では、陸軍はA2/AD脅威そのものへの対処にはあまり関心を払っていなかった。

### 陸上作戦に関する検討
同2012年11月1日、陸軍参謀総長 オディエルノ大将は海兵隊および特殊作戦軍（SOCOM）と共同で戦略的ランドパワー・タスクフォースを設置したことを発表、翌2013年5月に同タスクフォースが白書「戦略的ランドパワー：意志の衝突における勝利」を発表したことで、陸上作戦に関する議論も活発化していくことになった。
2014年10月には、訓練教義コマンド（TRADOC）によって「複雑な世界における勝利」と題する陸軍作戦コンセプト（AOC）が発表されたが、これは紛争の人間的要素を重視するという点では戦略的ランドパワー白書を継承しつつ、A2/AD脅威への対応や、多領域にまたがる戦力の統合を図るというアイデアも打ち出しており、MDOコンセプトの前駆体として評価されている。同年に陸軍能力統合センター (ARCIC) 長に着任したマクマスター中将は、陸軍が戦闘を行う上での課題を20個に整理して、具体的な検討に着手した。また同年に生起したクリミア危機およびドンバス戦争を受けて、TRADOCでは陸軍歩兵学校長 ジョーンズ准将を長とするロシア新世代戦（RNGW）研究を発足させてロシア連邦軍の能力を検討したが、この研究を通じて、砲兵にサイバー戦や電子戦を連携させて運用することで大きな戦果を上げていることや、従来のアメリカ陸軍の作戦において前提とされてきた航空優勢が揺らいでいることが認識されるようになり、後に2016年4月に開催された上院軍事委員会の公聴会において、マクマスター中将はこれらの懸念を公に指摘した。

### MDBコンセプトの登場
2015年4月8日に陸軍戦略大学で行った演説において、ワーク国防副長官は、精密誘導兵器を有しサイバー・電子戦能力を備えた敵に対抗するための「エアランドバトル2.0」コンセプト（ALB 2.0）の必要性を主張し、これがMDOコンセプトの直接的な起源と位置づけられる。同年5月、パーキンス大将はTRADOC司令官として初めてインド太平洋戦域地上戦力シンポジウム（LANPAC）に参加、策定中の米陸軍作戦構想についてプレゼンテーションして、他軍種にも統合の意義を再認識させる結果となった。翌2016年のLANPACでは、太平洋軍司令官 ハリス海軍大将による基調講演において、海軍も陸軍の領域横断火力に期待している旨発言したことで、陸軍における取り組みは一気に加速することとなった。
同2016年8月、陸軍参謀総長 ミリー大将がパーキンス大将と共催したセミナーにおいて、多領域戦闘（Multi Domain Battle, MDB）の概念を公表し、これは同年に改訂されたADP3-0、また翌年に改訂されたFM3-0といった教範に盛り込まれて、ALBから発展していた統合地上作戦（Unified land operations, ULO）に包含される概念として整理された。その後、この概念を更に深化させ、戦闘レベルにとどまらず作戦レベルまで包含することが課題であるとされたことから、MDBはMDOと改称された。

## MDOの様相
MDOの要諦は、複数の領域での戦力を統合・調整して運用することで、多方面から敵を窮地に追い込むことにある。また大きな特徴として、戦時と平時を明確に区別する米国の伝統的な考え方から大きく離れ、すべてのフェーズを通じ敵対国との競争が行われることを明確に打ち出している点がある。
特に西太平洋でのMDOには海洋圧力戦略（Maritime Pressure Strategy）との関連が指摘されている。これは米中間における軍事的衝突の潜在的可能性を考慮して戦略予算評価センター (CSBA) が2019年5月に発表したもので、ASBを発展させた4軍協同での統合戦略であり、西太平洋での中国の奇襲的侵攻による既成事実化を排除して、中国の指導者に、軍事侵攻の試みは失敗することを認識させることが目的とされている。

### MDTF

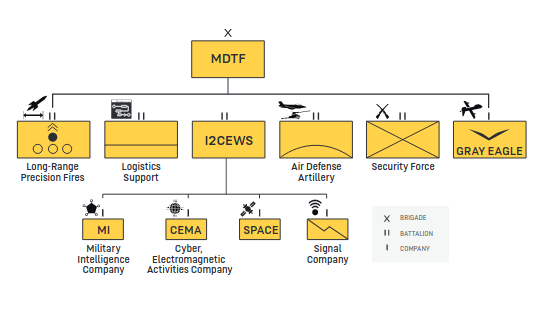
MDTFの組織図

海洋圧力戦略の一環を構成するのがインサイド・アウト防衛作戦構想（Inside-Out Defense operational concept）である。これは東シナ海などの内部で作戦する潜水艦・無人艇、無人航空機と、第一列島線沿いに配置した地対艦・地対空ミサイルおよび電子戦部隊によって構成されるインサイド部隊によって精密打撃ネットワークを構築し、敵の攻撃によって間隙が生じた場合は、海・空軍および電子戦部隊を後ろ盾にしたアウトサイド部隊がこれを閉塞し、敵の弱点を攻撃するというものである。
そして陸軍におけるインサイド部隊として編成が進められているのがマルチドメインタスクフォース（Multi-Domain Task Force, MDTF）である。MDTFは他軍種の人員も含んで500名規模、戦略火力大隊と防空大隊を基幹としており、戦略火力大隊は火砲のほかに多連装ロケット砲（HIMARS）と長距離極超音速兵器（LRHW）も保有する。また電子・情報戦部隊も組み込まれ、攻撃的・防御的電子戦を実施することになっている。
陸軍初のMDTFは2018年の環太平洋合同演習（RIMPAC）に参加し、対空火力の援護下で、長距離砲兵と対艦ミサイルによる実艦標的の撃沈を実演した。陸軍は5つのMDTFを構築することを計画しており、インド太平洋地域に2つ、欧州、北極圏とグローバル対応にそれぞれ1つずつを配置予定である。